# Athylia fasciata
Athylia fasciata är en skalbaggsart som först beskrevs av Fisher 1936.  Athylia fasciata ingår i släktet Athylia och familjen långhorningar. Inga underarter finns listade.